# Hap Sharp
Pour les articles homonymes, voir Hap et Sharp.
James Sharp, plus connu sous son surnom Hap Sharp, est un pilote automobile américain né le 1er janvier 1928 à Tulsa (Oklahoma) et mort le 7 mai 1993.

## Biographie
Surnommé « Hap » en clin d'œil à sa date de naissance (« Hap » étant l'abréviation de « Happy new year »), James Sharp a participé à six Grands Prix de Formule 1 entre 1961 et 1964, au volant de monoplaces privées. Il n'a pris part qu'aux Grands Prix des États-Unis et du Mexique, sans jamais inscrire de points.
À la tête d'une fortune personnelle, il a également aidé Jim Hall à créer la marque de voitures de sport Chaparral Cars. Au volant de la Chaparral 2A, ils ont notamment remporté les 12 Heures de Sebring 1965.
Se sachant condamné par un cancer, Hap Sharp se suicide en 1993.

## Résultats en Championnat du Monde de Formule 1
| Saison | Écurie                 | Châssis      | Moteur    | Pneus  | GP disputés | Points inscrits | Classement |
| ------ | ---------------------- | ------------ | --------- | ------ | ----------- | --------------- | ---------- |
| 1961   | Privé                  | Cooper T53   | Climax l4 | Dunlop | 1           | 0               | Nc.        |
| 1962   | Privé                  | Cooper T53   | Climax l4 | Dunlop | 1           | 0               | Nc.        |
| 1963   | Reg Parnell Racing     | Lotus 24     | BRM V8    | Dunlop | 2           | 0               | Nc.        |
| 1964   | RRC Walker Racing Team | Brabham BT11 | BRM V8    | Dunlop | 2           | 0               | Nc.        |